# Wayana (taal)
Het Wayana (in oude literatuur ook wel geschreven als: Wajana of Oajana) is de taal van het inheemse volk der Wayana, dat woonachtig is in het grensgebied van Suriname, Brazilië en Frans-Guyana. Het Wayana behoort tot de Caribische talen en is dus verwant aan het Kari'na (het Karaïbs), maar minder nauw ermee dan het Trio. Het contact van de Wayana met een ander volk, de in Brazilië wonende Aparai, is zelfs zo nauw dat gesproken kan worden van één eenheidscultuur met twee verschillende talen. De Aparai hebben hun identiteit krachtiger weten te bewaren dan de, naar de buitenwereld toe opener Wayana, en de taal van de Aparai geniet dan ook de voorkeur bij traditionele Wayana-ceremonies. Aparai, Trio en oude talen hebben in de sjamanistische seances het Wayana voorbijgestreefd. Kinderen leren nog steeds het Wayana als hun moedertaal, maar andere talen als Frans, Nederlands, Portugees en Sranantongo worden gezien als de talen voor maatschappelijke emancipatie en verkrijgen prioriteit boven de conservering van de eigen taal. 